# Atlat

Bản đồ địa chính trị thế giới từ năm 2006

Atlat hay atlas (tiếng Hy Lạp cổ: Ἄτλας) là một tập hợp các bản đồ, thường là của Trái Đất hoặc một khu vực trên Trái Đất. Ngoài ra còn có atlas của các hành tinh (hoặc vệ tinh của nó) trong hệ Mặt Trời. Tập bản đồ truyền thống thường được in dưới dạng một cuốn sách, nhưng nhiều tập bản đồ ngày nay có định dạng đa phương tiện. Ngoài các đặc điểm địa lý và ranh giới chính trị hiện thời, nhiều atlas còn có những thống kê về kinh tế, tôn giáo, địa lý, xã hội. Cũng có cả thông tin về bản đồ và địa danh trong đó.

## Một số các Atlas nổi tiếng
Một số các atlat quan trọng trong lịch sử thế giới, về mặt thương mại hay mặt địa lý bao gồm:
Thế kỷ 17 hoặc sớm hơn
- Atlas Sive Cosmographicae (Mercator, Duisburg, hiện nay là Đức, 1595)
- Atlas Novus (Blaeu, Hà Lan, 1635–1658)
- Atlas Maior (Blaeu, Hà Lan, 1662–1667)
- Cartes générales de toutes les parties du monde (Pháp, 1658–1676)
- Dell'Arcano del Mare (Anh/Italia, 1645–1661)
- Piri Reis map (Đế quốc Ottoman, 1570–1612)
- Theatrum Orbis Terrarum (Ortelius, Hà Lan, 1570–1612)
- Klencke Atlas (1660; một trong những cuốn sách lớn nhát thế giới)
- The Brittania (John Ogilby, 1670–1676)

Thế kỷ 18
- Atlas Nouveau (Amsterdam, 1742)
- Britannia Depicta (London, 1720)
- Cary's New and Correct English Atlas (London, 1787)

Thế kỷ 19
- Andrees Allgemeiner Handatlas (Đức, 1881–1939; tại Anh được đặt tên là Times Atlas of the World, 1895)
- Rand McNally Atlas (Mỹ, 1881–nay)
- Stielers Handatlas (Đức, 1817–1944)
- Times Atlas of the World (Vương quốc Anh, 1895–nay)

Thế kỷ 20
- Atlante Internazionale del Touring Club Italiano (Italia, 1927–1978)
- Atlas Linguisticus (Áo, 1934)
- Atlas Mira (Liên Xô/Nga, 1937–nay)
- Geographers' A–Z Street Atlas (Vương quốc Anh, 1938–nay)
- Gran Atlas Aguilar (Tây Ban Nha, 1969/1970)
- The Historical Atlas of China (Trung Quốc)
- National Geographic Atlas of the World (Mỹ, 1963–present)
- Pergamon World Atlas (1962/1968)

Thế kỷ 21
- North American Environmental Atlas